# Billy’s Band
Billy’s Band — российская музыкальная группа из Санкт-Петербурга, играющая в стилях блюз, свинг, джаз и рок.
Основана в 2001 году Билли Новиком и Андреем Резниковым. Дискография Billy’s Band насчитывает пять студийных, три концертных альбома, три сингла и несколько сборников; кроме того, в истории группы есть опыт участия в крупнейших фестивалях джазовой музыки в США и Канаде.
Сами музыканты характеризуют свой стиль как «романтический алкоджаз», ранее же называли себя «похоронным диксилендом с бесконечным хэппи-эндом». Один из немногих популярных коллективов в России, который относится к модели DIY (Do It Yourself) — команда сама записывает и оформляет альбомы, занимается дистрибуцией и рекламой, устраивает концерты и гастроли, при этом она не заключила ни одного контракта с крупным рекорд-лейблом или продюсером.

## История

### Предыстория группы

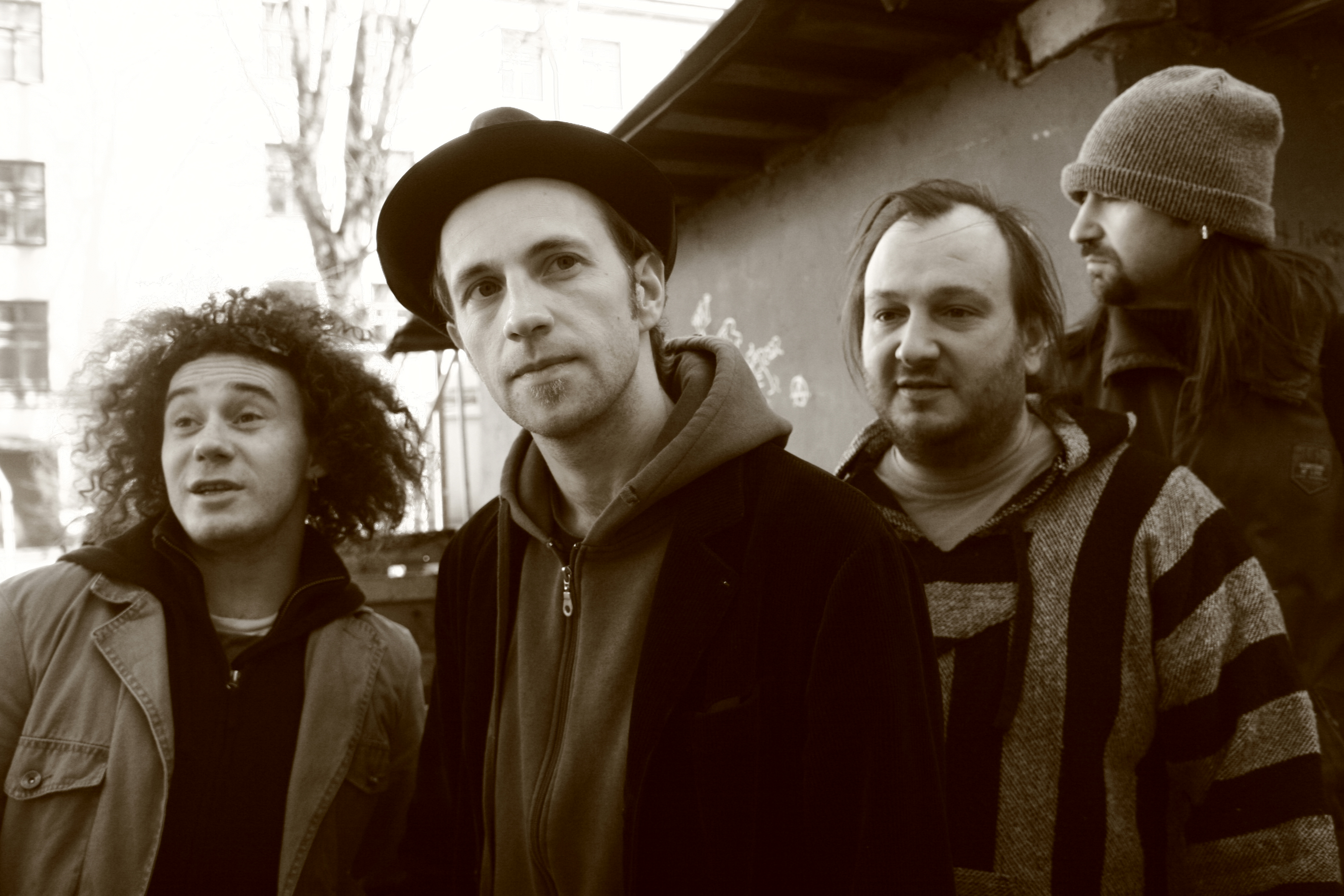
Billy’s Band (2007)

Предыстория создания группы восходит к 1999 году, когда Вадим Новик работал в некоммерческом санкт-петербургском клубе «Boom Brothers», который находился в подвале многоэтажного дома № 1 по Большеохтинскому проспекту. Арт-директором заведения являлся молодой гитарист Андрей «Рыжик» Резников. Примерно тогда же Новик впервые открыл для себя творчество Тома Уэйтса — он попробовал спеть его песни и обнаружил, что его интерпретации пришлись по душе публике. 3 октября 1999 года в «Boom Brothers» состоялся «Вечер ковбойской музыки», в ходе которого группа, состоявшая из Новика и Резникова, исполнила несколько номеров Уэйтса, немного кантри, сёрфа и английских народных песен вроде «My Bonnie (Lies Over The Ocean)». Новый музыкальный коллектив назвали Billy’s Dilly’s Band — по имени одного из персонажей баллады «Stagger Lee». Вскоре состав группы дополнил перкуссионист Карен Хажакян. В последующее время они изредка играли в «Boom Brothers» самую различную музыку — от Red Hot Chili Peppers до ретро-материала из фильмов Квентина Тарантино. В 2001 году Билли Новик ушёл из клуба и решил полностью посвятить себя музыке.

### В стиле Тома Уэйтса (2001—2007)
В начале 2001 года к Billy’s Dilly’s Band присоединился ещё один постоянный участник — Антон Матезиус (перкуссия, баян), а череду постоянно менявшихся перкуссионистов завершили Марк Титов и Дмитрий Максимачёв. Группа даёт редкие концерты в клубах: «Fishfabrique», «Лайза», «Пороховая Бочка» и т. д. Весной 2001 года они сыграли в программе «English Day» на сцене «Зоопарка». Тогда же в «Boom Brothers» гостила группа туристов из Германии, которая в порядке ответного жеста доброй воли пригласила всю команду клуба, и в том числе Billy’s Dilly’s Band, в гости. Группа ответила согласием, после чего месяц выступала в Германии, дав серию концертов в Берлине и Мюнхене, причём играла как в клубах, так и просто на улице. Тогда же Билли сменил гитару на контрабас. Перед самым отъездом на гастроли в Европу Дмитрий Максимачёв записал девятнадцать номеров группы, которые фактически стали дебютным альбомом Billy’s Dilly’s Band «Быть Томом Уэйтсом» (или «Being Tom Waits»). Именно после поездки в Европу, по мнению Билли Новика, началась настоящая история группы. Когда группа вернулась из Германии, у неё появился свой директор — Максим Новый. Его усилиями группа значительно расширила места своих выступлений — ирландский паб «Mollie’s» в Петербурге, московские клубы «Китайский Лётчик Джао Да», «Проект ОГИ», «Бункер», «Ритм-энд-блюз» и т. п. Следом пришло время театральных площадок: «Бродячая Собака», «Привал комедианта», «Чаплин».

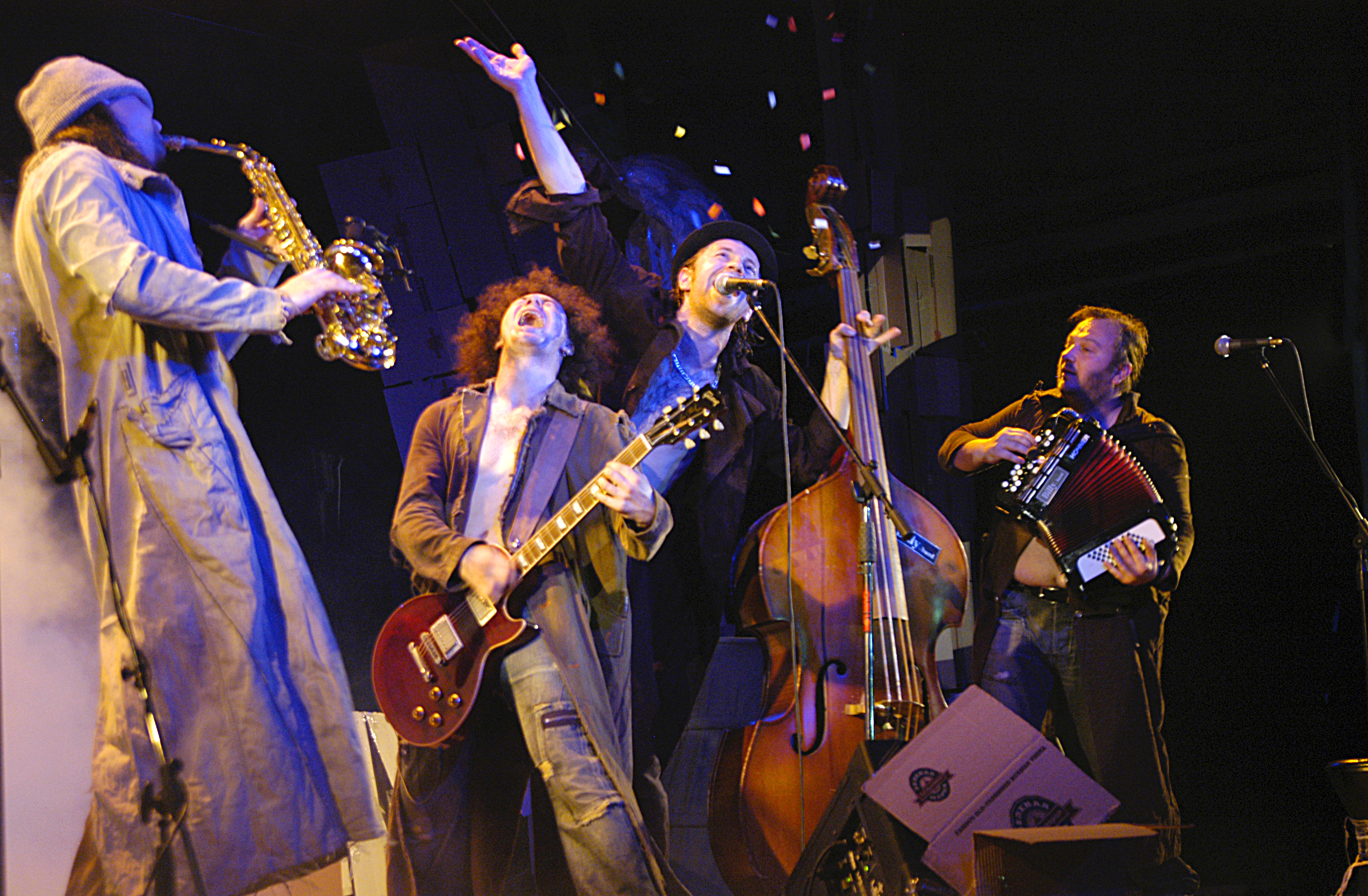
Billy’s Band (2006)

С активизацией концертной жизни группу покинули оба перкуссиониста, а сама она, сократившись до трио, решила сменить название на Billy’s Band. В марте 2002 года команда отправилась во вторую поездку по Германии, которой предшествовала запись собственных песен Билли Новика. В мае того же года Billy’s Band выступили на II этапе питерского рок-фестиваля «Окна открой!» в клубе «Полигон» и пробились на гала-концерт, который состоялся 23 июня на стадионе имени Кирова. В конце июля команда отправилась в свою третью поездку по Германии, а осень провела в Париже. Тогда же у коллектива сменился директор — им стала Алла Резникова, мама гитариста Андрея «Рыжика», режиссёр по профессии. В ноябре 2002 года записывается альбом «Парижские сезоны», релиз которого состоялся в январе 2003 года в петербургском клубе «Red Club». К работе над диском было привлечено несколько музыкантов: джазовый пианист Александр Буткеев (группа «Дайджест»), бас-гитарист Сергей Вырвич («Mad Lori», «С. О. К.»), скрипач Максим Жупиков («Ad libitum», «Sherwood»), тромбонист Василий Савин («Ленинград», «Чирвонцы»), барабанщик Евгений Бобров («O.S.A.», «Спокойной ночи», «Big Blues Revival»). Летом того же года коллектив выпускает концертный альбом «Открытка от…».
В 2003 году группа выступает на фестивале «Нашествие», устраивает гастроли в Эстонии, Финляндии, Германии и Латвии, организовывает большое количество концертов в Москве (клубы «Б-2», «Крымские каникулы», «Клуб на Брестской», ДК имени Горбунова — вместе с Гариком Сукачёвым). Песни «На его месте должен быть я» и кавер-версия «Зимний сон» ротируются на Нашем радио, а саму команду регулярно приглашают на теле- (ТВ Центр, Первый, НТВ, 100ТВ, Рен-ТВ, Россия, СТС и т. д.) и радиоэфиры (Наше радио, Рокс FM, Радио России, Эхо Москвы и т. п.). На ежегодной церемонии Night Life Awards в феврале 2004 года, посвящённой достижениям клубной жизни Санкт-Петербурга и Москвы, Billy’s Band признаётся лучшей клубной группой 2003 года, а в марте коллективу присуждается премия ПобоRoll, призванная поощрять достижения в области живой музыки, в номинации «Прорыв года — 2003». Примерно в это же время к группе присоединяется саксофонист Михаил Жидких, в первое время игравший в расширенном концертном варианте Billy’s Band, а с 2004 года ставший постоянным участником коллектива.

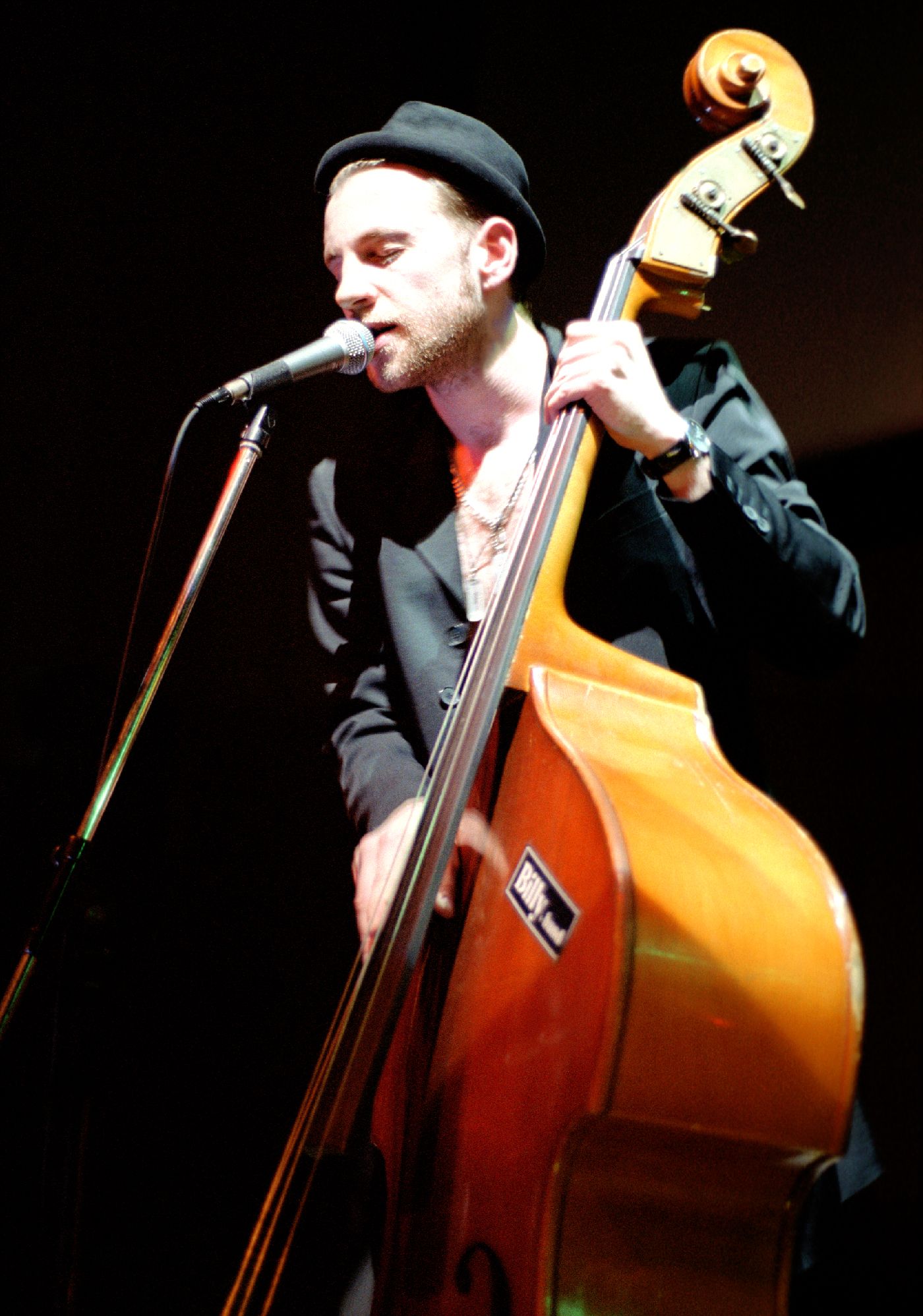
Билли Новик на одном из концертов (2004)

28 марта 2004 года в московском клубе «Б-2» состоялась презентация третьего альбома группы «Немного смерти, немного любви». А летом группа выпустила сингл «Оторвёмся по-питерски», в который вошли оригинальная, джазовая и инструментальная версии одноимённой песни, а также композиция «Кладбище девичьих сердец» в версии с участием Гарика Сукачёва. 13 февраля 2005 года в «Б-2» Billy’s Band представил уже полноценный альбом «Оторвёмся по-питерски».
В конце 2004 — начале 2005 года Billy’s Band записывают саундтрек к фильму С. Сельянова «Ночной продавец». Помимо клубных концертов у группы появляются 2 театрализованные программы: «Блюз в голове», основанная на блюзах собственного сочинения, и «Being Tom Waits», состоящая из песен Тома Уэйтса в собственной интерпретации. Представления проходят на театральных площадках: Театр эстрады, Государственный мюзик-холл, Государственный театр киноактёра, театр «Содружество актёров Таганки». В 2005 году группа выпускает DVD-версию одного из таких концертов, а также саундтрек к музыкальному спектаклю «Being Tom Waits / Быть Томом Уэйтсом».
В 2006 году группа продолжает активно гастролировать, в том числе посещает Америку. Выпускается второй концертный альбом «Блюз в голове», в основе которого запись с выступления в ДК имени Горького, сделанная 14 октября 2005 года. Зима 2006 и 2007 годов уходит на работу с очередным студийным альбомом «Весенние обострения», концерт-презентация которого прошла 14 апреля в Мюзик-холле.
Осенью 2007 года бэнд выпустил ещё один студийный альбом «Чужие», в который вошли кавер-версии песен других исполнителей — В. Высоцкого, В. Сюткина, А. Макаревича, Б. Гребенщикова, Алсу и др.

### Алкоджаз (2008—2014)
Весной 2008 года группа записывает макси-сингл «Отоспимся в гробах», в который входит 3 версии нового хита, а также ещё две песни, среди которых исполненная Антоном Матезиусом баллада «Две копейки». В этом же году музыканты выпускают сборник своих лучших песен под названием «Купчино — столица мира».
В 2009 году Billy’s Band представляет публике новую музыкальную программу в стиле софт-джаз и свинг — «Осенний алкоджаз», записывает одноимённый концертный альбом и даёт большие гастроли. На этом этапе к квартету Новик — Резников — Матезиус — Жидких вновь присоединяется пианист Александр Буткеев, аккомпанируя группе на нескольких концертах. В 2010 году группа представляет два альбома: андеграундный и экспериментальный «Блошиный рынок» и виниловый «The Best Of Billy’s Band», который был создан в рамках фестиваля «Винил», проводимого директором группы «АукцЫон» Сергеем Васильевым. Летом того же года группа успешно выступает на престижных джазовых фестивалях в Северной Америке — в Рочестере, Торонто и Монреале. В России Billy’s Band принимает участие в нескольких выпусках музыкального шоу Первого канала «Достояние республики» с каверами на песни «Чёрный кот» («Браво»), «Не волнуйтесь, тётя» (ВИА «Весёлые ребята») и «Бродяга» (Гарик Сукачёв), а также записывает часть саундтрека для анимационного мюзикла «Носферату. Ужас ночи».
В конце 2010 года Билли Новик участвует в постановке «Короля Лира» Адольфа Шапиро на сцене петербургского Театра юного зрителя имени Брянцева, играя роль Шута. Кроме того, в спектакле были задействованы и остальные музыканты бэнда, исполнявшие роли свиты.

### Классическое джаз-трио (2015 — настоящее время)
В мае 2015 года баянист группы Антон Матезиус заявляет о своём уходе из группы. Billy’s band снова превращаются в трио. Коллектив кардинально меняет своё концертное звучание. Многие песни получают новые аранжировки: узнаваемую партию баяна заменяет саксофон и рояль, на которых играет Михаил Жидких. Звучание становится более классическим и традиционным.
По словам Билли Новика, группа решила уйти от предыдущего стиля «романтический алкоджаз» и общей алкогольной тематики в творчестве. Лидер группы охарактеризовал прошедший этап как «приджазованную петербургскую песню с уклоном на маргинальные акценты».
В раннем творчестве я часто апеллирую к спиртному. Раньше мне казалось, что он подводит меня к маргинальности, острой постановке вопроса ребром и, создавая проблемы, заставляет выкарабкиваться из них. Я жил по принципу «чем хуже — тем лучше» и мечтал быть бомжом. В таком асоциальном виде, мне казалось, я обрету свободу. Но как выяснилось, все это — самообман и враньё самому себе. Потрачена куча времени, здоровья, счастья. Разбитые мечты могли бы осуществиться, если бы не все эти детские эксперименты.

Я хотел быть дерзким и опасным. Затем несколько лет — крутым лузером и невероятным бруталоромантом, эдаким вечно сомневающимся лиричным правдорубом. Теперь же я понимаю, что всё это просто смешно.
— Билли Новик, интервью журналу «Сова» 
В новом формате группа записывает в 2016—2017 годах сразу три пластинки: «Слегка», «Песни Дедов Морозов» и «Петербургские открытки».
Альбом «Слегка» Билли Новик назвал своей «главной гордостью» и отметил, что он получился лучше, чем был задуман изначально. Для «Песен Дедов Морозов» группа устраивала общероссийский конкурс новогоднего стиха. Так, например, песня «Я с тобой, мой родной человек!» была записана на стихи петербургского поэта Ивана Пинженина. Пластинка вышла небольшой серией и распространялась преимущественно на концертах.

## Состав

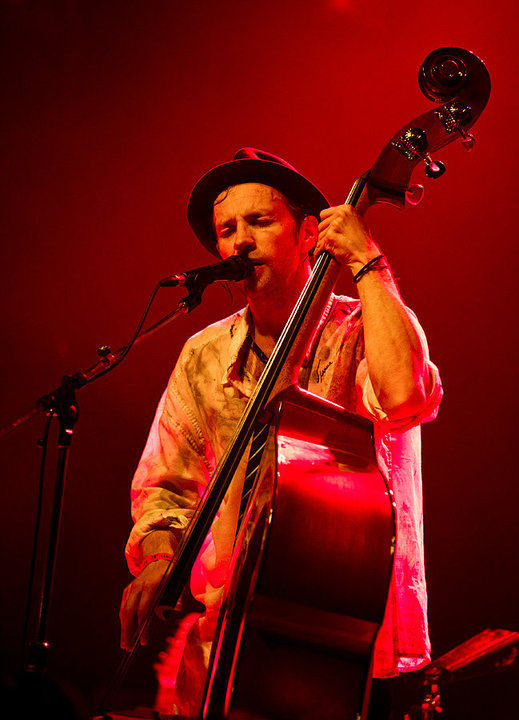
Билли Новик (контрабас)
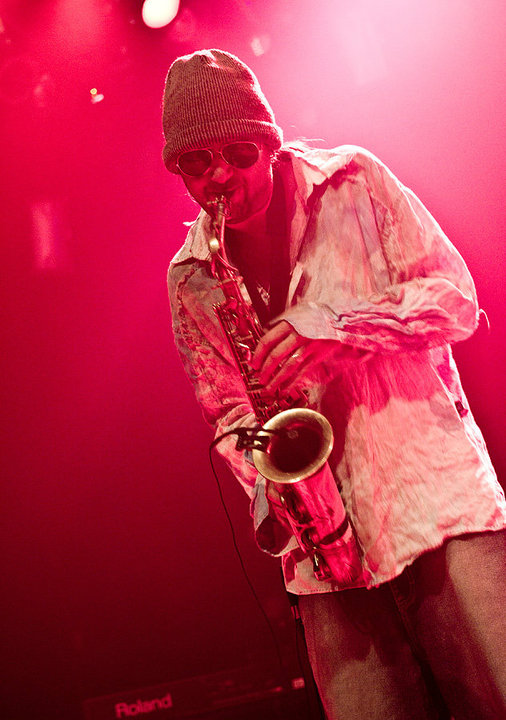
Михаил Жидких (саксофон)

### Билли Новик
Билли Новик — вокал, автор, музыка, тексты, контрабас, хэт, пианино, губная гармоника, банджо, гитара.
Один из основателей группы Billy’s Band. Большое влияние на музыку, которую пишет и исполняет Билли, а также на его сценический образ лузера и неудачника в шляпе «Pork pie» из секонд-хэнда, с хриплым вокалом, смесью пения и речитатива — оказал известный американский певец и актёр Том Уэйтс.
Билли Новик родился в 1975 году в Ленинграде. Впервые петь и играть на барабанах начал в своей группе «Реанимация» в 1980-е годы. В начале 1990-х годов являлся соло-гитаристом группы «Осколки». В 1998 году окончил Санкт-Петербургскую государственную педиатрическую медицинскую академию. Затем три года работал в детской больнице № 5 врачом-патологоанатомом. В 1999 году работал в малобюджетном клубе «Boom Brothers», где и зародилась группа Billy’s Band.

### Михаил Жидких
Михаил Жидких — инструменталист, композитор, аранжировщик. Саксофон, пианино, том-том, ударные инструменты. В группе с 2002 года.
Михаил родился в 1965 году в городе Городец Нижегородской области. Окончил экстерном Нижегородское музыкальное училище по классу музыкант-инструменталист, руководитель эстрадного оркестра. В 1994 году переехал в Санкт-Петербург и поступил в Санкт-Петербургский государственный университет культуры и искусств, но отучился всего год. В 2005 году закончил Нижегородский государственный педагогический университет по специальности «Учитель музыки». До прихода в «Billy’s Band» работал в различных биг-бэндах и ансамблях, участвовал в студийных записях Максима Леонидова, Игоря Корнелюка, Татьяны Булановой, Ольги Орловой, Петра Подгородецкого и т. п., записывал музыку к фильмам «Мастер и Маргарита» и «Бандитский Петербург».

### Бывшие участники

#### Антон Матезиус
Антон Матезиус — баянист и перкуссионист, бывший участником группы в 2001—2015 годах. Играл на баяне и ударных инструментах.
Антон Матезиус родился в 1973 году в Ленинграде, окончил Ленинградскую музыкальную школу № 6 по классу баяна и медицинское училище № 1, в разное время работал столяром, сторожем, сварщиком на Балтийском заводе. До прихода в Billy’s Band выступал в коллективах «Музыка Т», «Флирт» и Ad Libitum. Скоропостижно скончался в ночь с 29 на 30 октября 2019 года.

#### Андрей «Рыжик» Резников
Андрей «Рыжик» Резников — гитарист, один из основателей группы. Играет на электрогитаре, домре, тамбурине и оркестровых тарелках. Имеет яркий сценический образ с экспрессивной манерой игры на гитаре, подвижной мимикой и причёской-«пальмой».
Андрей окончил Санкт-Петербургский государственный университет культуры и искусств, играл в гранжевой группе «Пятно» и панк-рок команде «День Д». В 1999 году работал арт-директором в клубе «Boom Brothers», где и познакомился с Билли Новиком. В начале 2023 году стало известно, что Андрей ушёл из группы.

## Музыкальный стиль и критика
Первые выступления «Billy’s Band» были построены на разнообразном и очень пёстром материале. Музыканты исполняли кавер-версии песен Тома Уэйтса, а также смесь англосаксонского фолка и кантри. Позднее с появлением своих песен и уклоном в сторону блюза и свинга Billy’s Band начинает характеризовать себя как «похоронный диксиленд с бесконечным хэппи-эндом», а стиль — «экологически чистым гавноджазом», позднее переименованным в менее эпатажный «романтический алкоджаз». Столь разные названия связаны с желанием создать контрастный парадокс, гротескность и неоднозначность в плане эмоциональной подачи творчества группы. По мнению Билли Новика, приставка «алко-» подразумевает повышенный элемент расслабленности в манере изложения русскоязычного песенного свинга, который помогает достигнуть «алкогольного состояния» без допинга, и романтическую безалкогольную альтернативу пьянству.
Творчество Billy’s Band двигается от простого к сложному. Если первоначально их музыка отличалась минимализмом и лаконичностью (альбомы «Открытка от… live», «Немного смерти, немного любви») — только контрабас, перкуссия, баян, гитара, а позднее саксофон и клавишные, — то в последние годы наметилась тенденция к поиску новых музыкальных форм и оттенков, использованию большого числа дополнительных инструментов вроде маримбы, вибрафона, скрипки, виолончели, тубы, флюгель-горна, банджо, губной гармошки и т. д. (альбомы «Весенние обострения», «Отоспимся в гробах», «Блошиный рынок»). В студийной работе постоянно принимают участие специально приглашённые профессиональные музыканты, известные в Санкт-Петербурге джазмены. Большое влияние на качество материала оказал приход в группу мультиинструменталиста Михаила Жидких, который стал вместе с Билли заниматься аранжировками, писать музыку к песням. «Биллисы» создали несколько концертных программ, которые исполняют в зависимости от типа площадки и предпочтений публики. Существуют классическая джазово-свинговая программа «Осенний алкоджаз»; «Игры в Тома Уэйтса», основанная на кавер-версиях американского музыканта; «Блюз в голове» — русскоязычный блюз; и своеобразный «Billy’s Band original», где песни представлены в оригинальном исполнении и обработке.

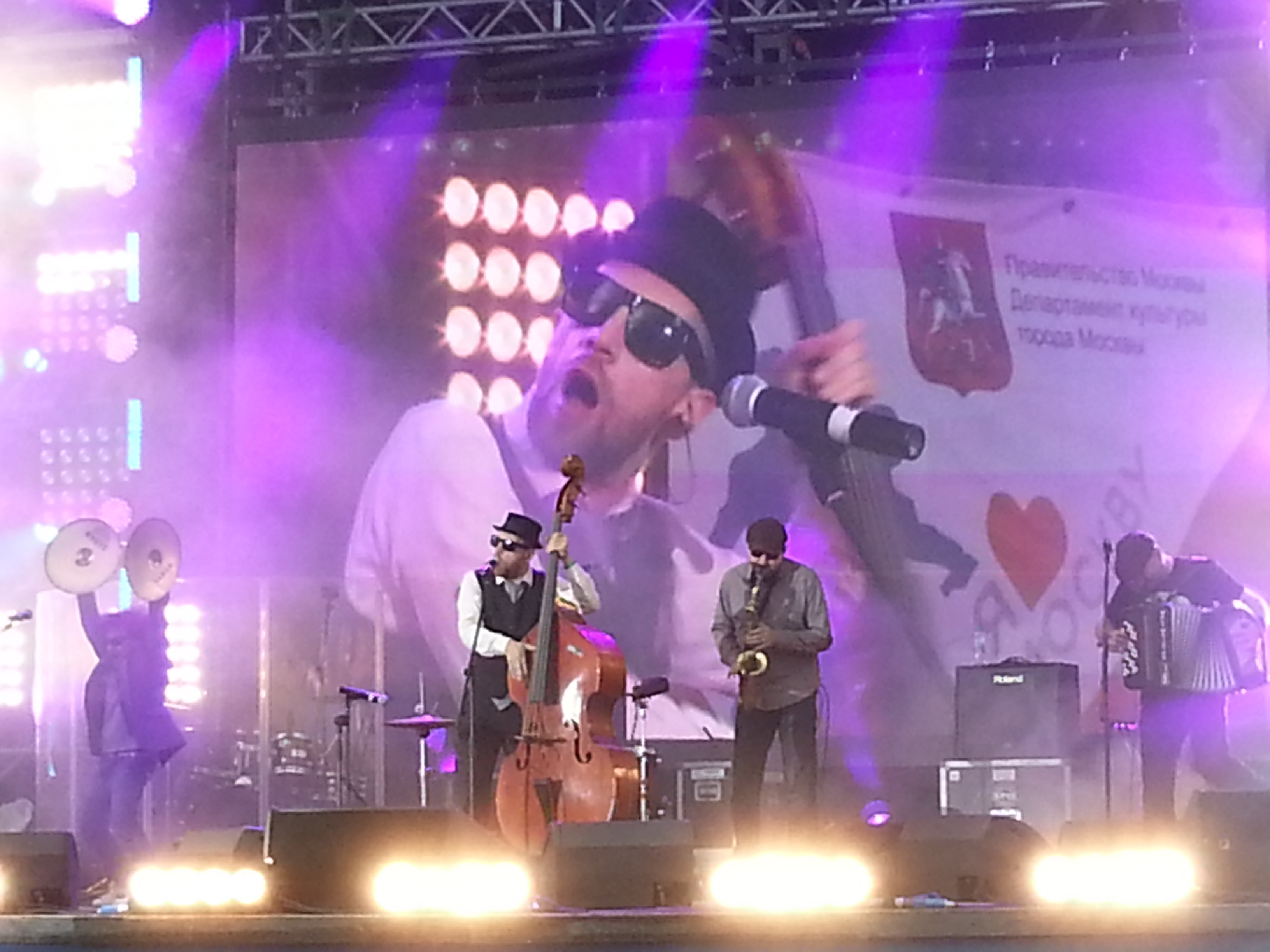
Billy’s Band на концерте в Тропарёвском парке в Теплом Стане, Москва, День города 2013

Во многих композициях прослеживается лирическая тема, вкупе с одиночеством и романтикой большого города («В этом городе», «Дорожная», «Снежная королева», «Выпей вина», «Немного смерти, немного любви»), другие же являются классическими блюзами («Блюз в голове», «Открытка от проститутки из Миннеаполиса», «Blue Valentines», «Не верь мужикам»), романсами («Некуда», «За её окном») или лёгкими свинговыми зарисовками («32 рубля», «200 кубиков Агдама»). В планах группы запись большой программы «In Rock», которая должна собрать в себе песни вроде «Всё здесь и сразу», «Мария хватай детей», «Так я падал», а также создание нескольких тематических дисков: «Рождественский альбом», «Billy’s Band In Rock», «Классический альбом», «Английский альбом», «Детские песни» и т. п.
Первоначально группу критиковали за излишнюю приверженность к копированию стиля Тома Уэйтса, отсутствие своих идей и большое количество каверов, однако позднее музыкантам удалось найти своё неповторимое звучание, появились песни собственного сочинения, были найдены оригинальные сценические образы, благодаря чему отзывы появлялись в основном положительные. Значительную порцию негативных оценок, в том числе и от самих «биллисов», получила песня «Оторвёмся по-питерски». Несмотря на её популярность у слушателей, основные претензии касались музыкального стиля, в котором она была впервые исполнена — он очень сильно напоминал творчество другой питерской группы «Ленинград». По мнению некоторых критиков, превращение лирического и обаятельного героя-лузера в обычного пьяницу отпугнуло часть поклонников и нанесло вред имиджу команды.
У коллег-музыкантов имеются в основном положительные отзывы о «Billy’s Band», так, лидер «Машины времени» Андрей Макаревич, узнав, что группа хочет сделать кавер на его песню «За тех, кто в море», сказал: «Я их знаю, нормальные ребята, им можно всё!» Никита Высоцкий в одном из интервью выразил следующее мнение: «Интеллигентные ребята, такие питерские интеллектуалы. Мне это очень нравится. Но при этом их творчество — театральная форма, это имидж, от которого они отстранены, они им играют, решают с его помощью свои художественные задачи. Они очень хорошие музыканты». А Диана Арбенина, в свою очередь, охарактеризовала «биллисов» так: «Мне они очень приятны, они друг на друга не похожи все. Мне то, о чём они поют, очень близко».

## Творчество

### Being Tom Waits (2002)

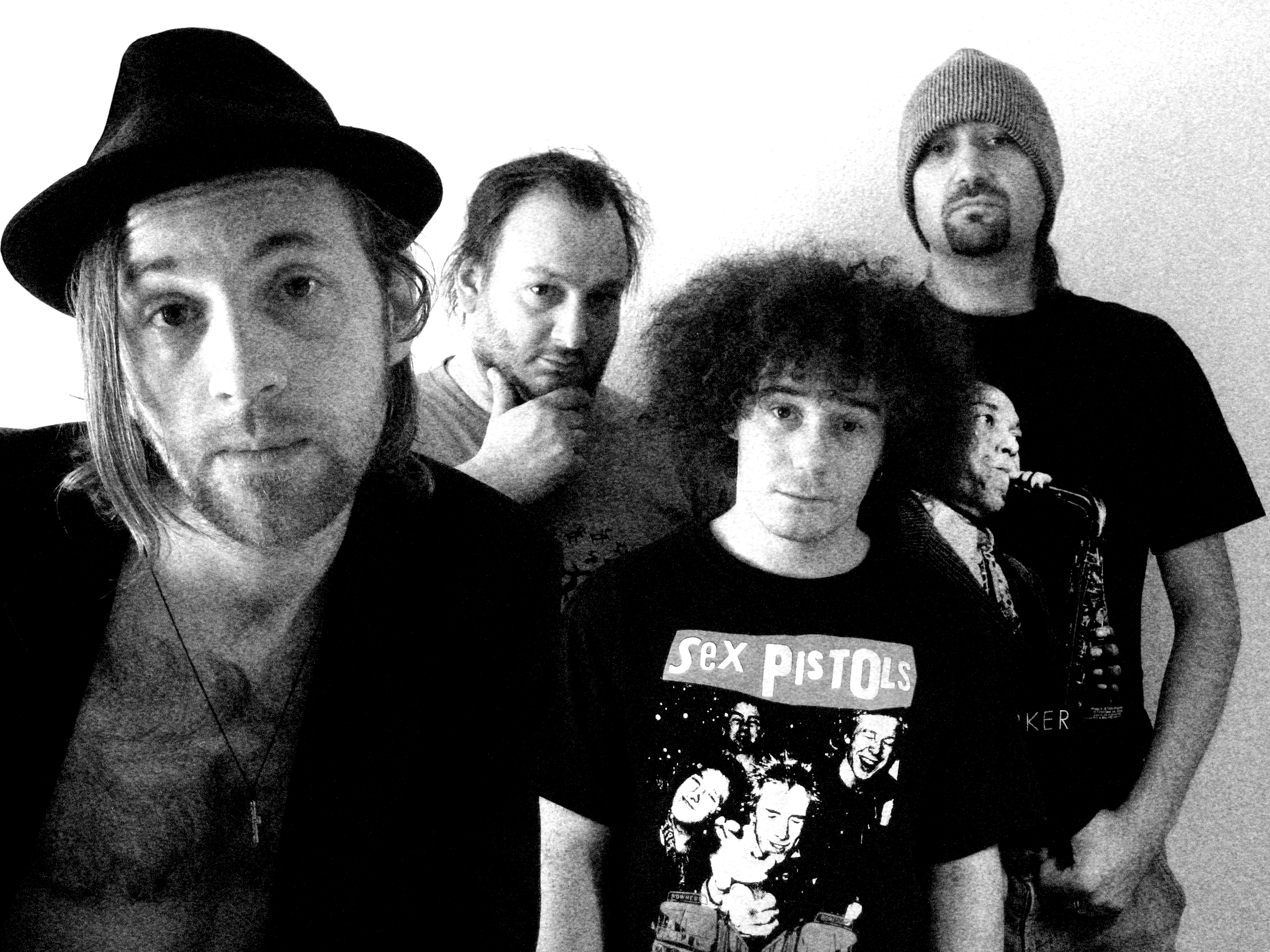
Billy’s Band (2006)

Неофициальный альбом «Being Tom Waits» стал для Billy’s Band первым опытом записи и издания своей музыки. В 2001 году, в начале существования группы, музыкантов пригласили на гастроли в Германию. Перед этой поездкой было записано 19 композиций, среди которых находились кавер-версии известных номеров американского музыканта Тома Уэйтса, а также оригинальные песни.
Основу альбома составили композиции Уэйтса, который оказал большое влияние на лидера группы — Билли Новика. Сюда вошли такие песни, как «Rain Dogs», «Jockey Full Of Bourbon», «Temptation», «More Than Rain», «Way Down In The Hole», «Cold Ground», «Chocolate Jesus», «Being Ribot», «Innocent When You Dream», «Blue Valentines» и «Stagger Lee». В большинстве своём они были исполнены в авторской манере, с некоторыми изменениями: например, минимализм звуков оригинальных мелодий был разбавлен контрабасом, лёгкой перкуссией, гитарными риффами и баяном. Важную часть альбома составили и первые собственные композиции — «Немного смерти, немного любви», «Кафе „Последний путь“», «Бильярд», «Никогда не разговаривай с мертвецами», «На его месте должен быть я» и «Муз замбела».

### Парижские сезоны (2003)
Идея альбома «Парижские сезоны» родилась в 2002 году, во время очередной поездки Billy’s Band в Европу. Группу пригласили в Париж, поработать в клубе «Ша Нуар» на Монмартре. Когда музыканты приехали во Францию, оказалось, что их контракты по неизвестным причинам аннулированы. Поскольку билеты в обратную сторону были куплены заранее, участникам группы пришлось остаться в Париже на несколько недель. Там, по словам Билли Новика, они «оказались оторванными от житейских дел, имели много свободного времени, и всё это на фоне стресса и нищеты». Музыканты играли на улице около Фуникулёр де Монмартр, потом в различных заведениях, а закончили концертами в кабаре «Карусель де Пари» и высшей джазовой школе Парижа. Здесь были придуманы несколько музыкальных тем и песен, которые команда записала по возвращении в Санкт-Петербург на средства от победы на фестивале «Окна открой!».
В первый официальный диск вошло 14 композиций. Большое влияние, по словам музыкантов, на эту работу оказал сам Париж, а также альбом Яна Тирсена Amélie, который они слушали, живя в небольшой квартире в столице Франции. Во многих мелодиях прослеживаются мотивы традиционной французской гармошки — заглавная «Парижские сезоны», а также «Damned», «Ночь в Пурге», «Военное танго». Многие вещи придуманы спонтанно, как, например, тема «Desperados», случайно наигранная Андреем «Рыжиком» на расстроенной гитаре с двумя струнами. Здесь Billy’s Band много экспериментируют с музыкальными стилями — напоминающий старую магнитофонную запись «Райончик», где Билли Новику аккомпанирует акустическая гитара, «Уличный вальс» — экспрессивная песня про попрошаек и нищих, или же хоррор «Эдвард», исполняемый речитативом. Также в плейлист альбома вошли «200 кубиков Агдама», «Коктейль» и «Выпей вина», выполненные в классической блюзовой манере.
Релиз «Парижских сезонов» состоялся в январе 2003 года в «Red Club». В записи кроме Новика, Резникова и Матезиуса принимали участие ещё несколько музыкантов: джазовый пианист Александр Буткеев, бас-гитарист Сергей Вырвич, скрипач Максим Жупиков, тромбонист Василий Савин, барабанщик Евгений Бобров и звукорежиссёр Вадим «Десс» Сергеев.

### Открытка от… (live, 2003)
Весной 2003 года в питерском «Red Club» музыканты записывают концертный альбом «Открытка от…», собравший в себе лучшие работы Billy’s Band за прошедшие два года. Здесь группа снова возвращается к творчеству Тома Уэйтса; кроме нескольких кавер-версий, впервые на диске «биллисов» появляются монологи Билли Новика — различные короткие истории, предваряющие каждую песню. В альбом вошли уже ранее изданные «Rain Dogs», «Temptation» и «Chocolate Jesus», а также «Straight up to the top» и «Jesus gonna be here». Кроме того, Билли переводит на русский язык песню «Открытка от проститутки из Миннеаполиса», что с некоторой цензурой даёт название альбому. Как и ранее, в программу включаются уже известные слушателям собственные песни Billy’s Band, которые объединяет схожая тематика и стиль «романтический алкоджаз» — «Немного смерти, немного любви», «Бильярд», «Кафе „Последний путь“», «Муз замбела», «Выпей вина», «Уличный вальс» и «200 кубиков Агдама».
В записи принимают участие: Билли Новик (голос, контрабас, тамбурин), Андрей Резников (гитара), Антон Матезиус (баян, перкуссия), а также Александр Буткеев (фортепиано, перкуссия, бэк-вокал), Михаил Жидких (саксофон), Василий Савин (тромбон) и Евгений Бобров (шлагцойг).

### Немного смерти, немного любви (2004)
28 марта 2004 года в московском клубе «Б-2» Billy’s Band презентует очередной альбом «Немного смерти, немного любви», подведя таким образом итог последнему году своей активной концертной деятельности и создав своеобразную визитную карточку для неофитов. Группа переписала заново свои самые ранние произведения, которые либо были ещё не изданы, либо известны в более простых аранжировках. К ним относятся часто исполняемые на концертах: бодрый радиохит «На его месте мог бы быть я», алкогольная баллада «Кафе „Последний путь“», реггей «Муз Замбела», «Бильярд», жутковатая «Никогда не разговаривай с мертвецами» и кавер на песню «Being Ribot» — «Другая сторона дороги». Впервые студийную обработку получили номера «Все хорошо» и «Открытка от проститутки из Миннеаполиса», к тому же Билли Новик записал одну из своих самых первых и самых минорно-лиричных песен — «Дорожную». В качестве бонус-треков в альбоме представлены кавер-версии на песню Алсу «Зимний сон», а также «Поезд в огне» Бориса Гребенщикова.
Как и в случае с предыдущим альбомом, он создан расширенным составом, известным под условным названием Billy’s Big Band: кроме Новика, «Рыжика» и Матезиуса в работе участвуют Александр Буткеев, Михаил Жидких, Василий Савин, Евгений Бобров и Дмитрий Максимачёв.

### Оторвёмся по-питерски (single, 2004)

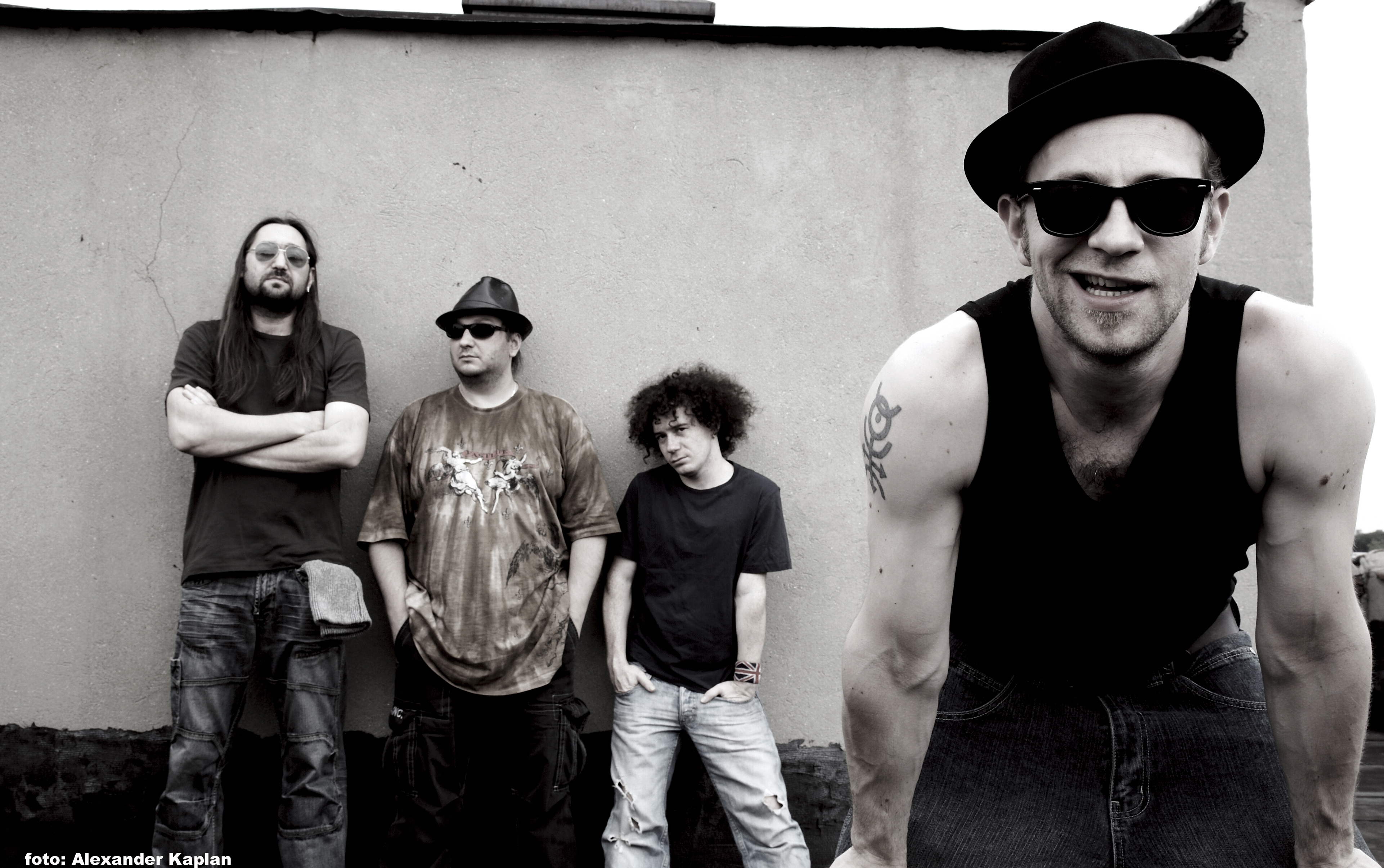
Billy’s Band (2008)

Работая над очередным студийным альбомом, летом 2004 года бэнд выпускает сингл «Оторвёмся по-питерски» в качестве промоподдержки будущему диску. Заглавная песня «Оторвёмся по-питерски» представляется в трёх различных версиях — в оригинальной и джазовой обработках, плюс инструментал. Кроме того, в трек-лист входят такие вещи, как «Кладбище девичьих сердец», где в свойственной ему манере один из куплетов спел Гарик Сукачёв, и одна из первых рок-композиций «Billy’s Band» — «Так я падал».
К записи снова привлекаются Михаил Жидких, Дмитрий Максимачёв, Евгений Бобров и Василий Савин.

### Оторвёмся по-питерски (2005)
Процесс записи этого альбома стал самым продолжительным для группы. Его презентация прошла зимой 2005 года, а сам Билли Новик по этому поводу сказал: «Раньше мы записывали по принципу лишь бы что-то записать, и всё, а сейчас появились уже стремления, задачи, цели, мы идём на всякие ухищрения, и наша фантазия стала работать немножко по-другому». Музыканты немного изменили привычному минимализму, добавив в некоторые треки несколько дополнительных гитар, а также насытив мелодические рисунки и аранжировки, сделав их глубже и интереснее.
На диск «Оторвёмся по-питерски» вошло 12 композиций, а также джаз-версия заглавного трека. Альбом получился разнородным, со смешением многих стилей: с одной стороны лиричные, спетые от женского лица, баллада «Где спит твоё сердце» и романс «Я послала любовь»; с другой целиком мужские — «Кладбище девичьих сердец», «32 рубля», «Я не вернусь» и «Так я падал». В альбоме есть и мрачноватый повествовательный номер на грани прозы и поэзии «Не верь мужикам», и смурый минималистичный «В голове блюз», и неспешные беседы из песни «В этом городе», и фортепианно-школьные экзерсисы «Упражнение в…» и «Зимнее утро». Первой же песней в плейлисте стала «Оторвёмся по-питерски» о типичном питерском вечере, плавно переходящем в белую ночь, с вокзалом, посиделками на скамейке, баяном и молодецким посвистом. Эта композиция достаточно быстро стала очень популярной, невольно став «визитной карточкой» группы. Однако сами музыканты позднее назвали эту песню своей большой ошибкой — у многих слушателей Billy’s Band стал ассоциироваться с группой «Ленинград». Такого же мнения были и некоторые критики, по мнению которых превращение лирического и обаятельного героя-лузера из многих песен Billy’s Band в обычного пьяницу отпугнуло часть поклонников и нанесло вред музыкальному имиджу группы.

### Being Tom Waits (remastering, 2005)
В 2005 году Billy’s Band вновь возвращается к своему изначальному материалу — песням Тома Уэйтса — и готовит специальную театрализованную программу «Быть Томом Уэйтсом (Being Tom Waits)». Специально для неё записывается одноимённый альбом, полностью состоящий из блюзов американского певца и лирических отступлений Новика. Бэнд подводит итог своей творческой юности и воздаёт должное своему «учителю» — Тому Уэйтсу.
Заново записанные песни звучат теперь более целостно и зрело, чем в первом неофициальном альбоме 2001 года «Being Tom Waits». Важную роль играют межпесенные зарисовки и истории, которые рассказывает Билли Новик. Они являются продолжением сюжетных линий песен, помогая создавать необходимую атмосферу. В них проскальзывают необычные образы — музыкальные эксперименты на церковном органе перед «Tango till they’re sore», собачка по имени Jesus в «Cold ground», новорождённый младенец с небритой щетиной в «Clap hands», украденное из ломбарда пианино в «Chocolate Jesus» и т. д. При этом с виду незатейливое повествование отточено у Билли до естественного состояния и воспринимается как история, рассказанная впервые.
На диске есть как классические лирично-блюзовые вещи вроде «Blue Valentines» под саксофон и пианино, так и те, где музыка уходит на второй план, уступая место хрипловатому вокалу Новика — «So long I’ll see ya» с «I’ll shoot the moon». В оригинальной манере на грани смешения рока и джаза исполнены «Gunstreet girl», «Jockey full of bourbon» и «Temptation».

### Блюз в голове (live, 2006)

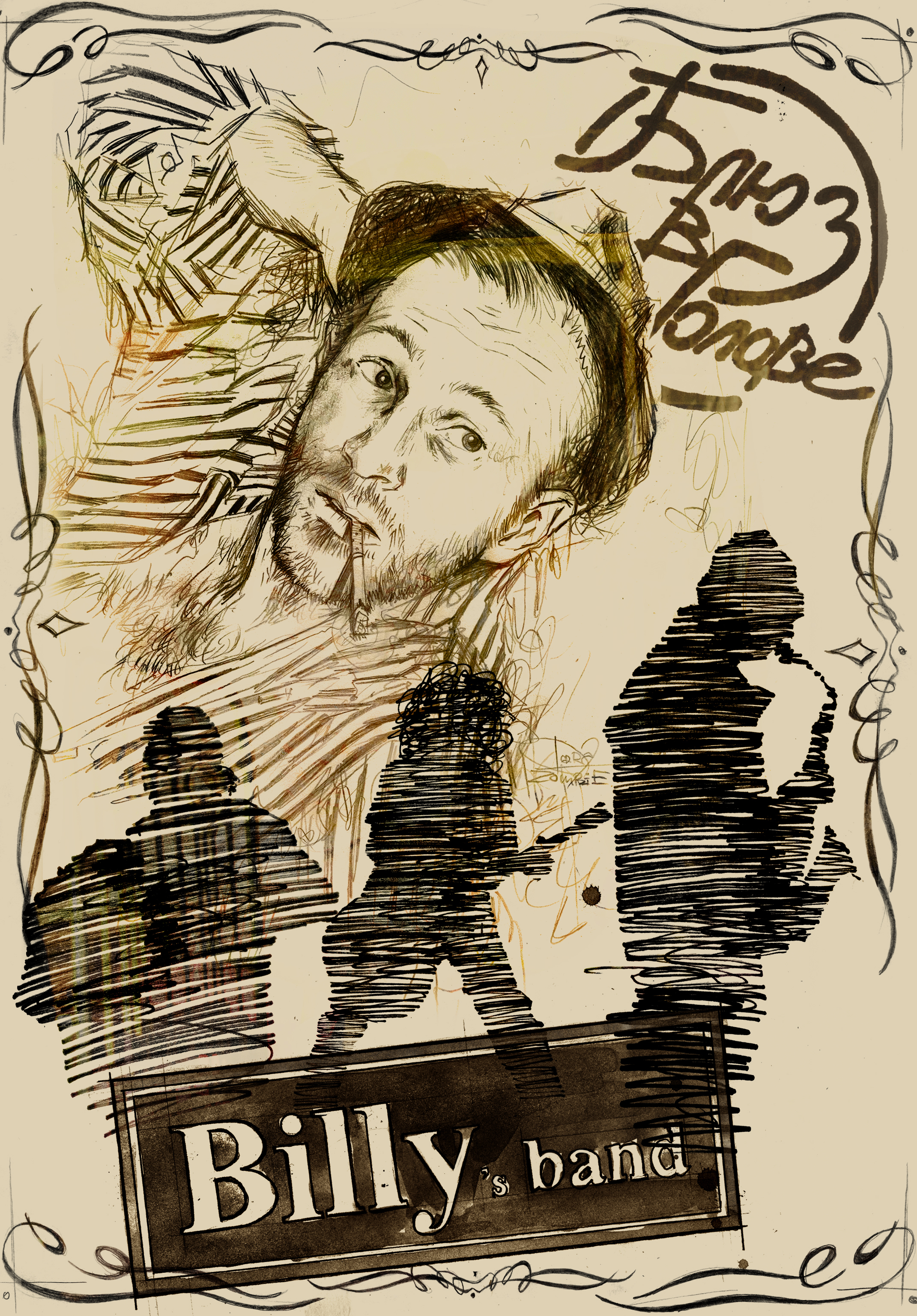
Блюз в голове

Вместе с «Играми в Тома Уэйтса» в 2006 году «Billy’s Band» запускает новую театрально-концертную программу «Блюз в голове», в которую входят песни собственного сочинения, уже ранее выходившие на других дисках. В качестве саундтрека к спектаклю группа записывает очередной концертный альбом с живого выступления в петербургском ДК имени Горького.
Тематика песен и музыкальный стиль — романтический алко-джаз. В трек-листе — традиционные номера «Немного смерти немного любви», «Где спит твоё сердце», «Коктейль», «В этом городе», «Выпей вина», «Кладбище девичьих сердец», «Парижские сезоны», «Не верь мужикам», «32 рубля» и «Последний день лета», «На его месте должен был быть я». А также две англоязычные песни «Clap Hands» и «Ice Cream Man». Относительно новой является лишь заглавная «Блюз в голове», однако по мнению некоторых критиков, песни и сам альбом получились очень зрелыми, эмоциональными и трогательными, переходящими от бесшабашного ребячества к проникновенной жизненной философии. Завершив пластинкой один из этапов в своём творчестве, группа преподнесла свою музыку как альтернативу американскому холодному джазу, пропитанную питерским хулиганским менталитетом, с элементами кантри, английского фолка, городского фольклора, блюза и салонного свинга. Традиционно, между песнями вставлены монологи Билли и различные абсурдные истории вроде «Когда я родился, дома никого не было, на столе — записка…». Удачны также и сравнения: «Она была холоднее, чем задница копателя колодцев» или «Он выглядел так, будто только что сдал стакан крови, для того чтобы купить стакан портвейна».
В записи принимают участие Билли Новик, Антон Матезиус, Михаил Жидких, Андрей Резников, а также участники расширенного состава «Billy’s Big Band» пианист Александр Буткеев и ударник Евгений Бобров.

### Счастье есть! (maxi-single, 2006)
Летом 2006 года музыканты выпускают макси-сингл «Счастье есть!», предваряющий следующий студийный альбом. На диск вошло всего 4 песни: философская и грустная «Счастье есть!» в оригинальном варианте и в «чернозём-версии», а также ещё два новых номера — «Время которое нужно убить» и «Последний день лета». Кроме квартета Новик — Резников — Матезиус — Жидких, над синглом также работал Дмитрий Максимачёв в качестве слайд-гитариста и звукорежиссёра.

### Весенние обострения (2007)

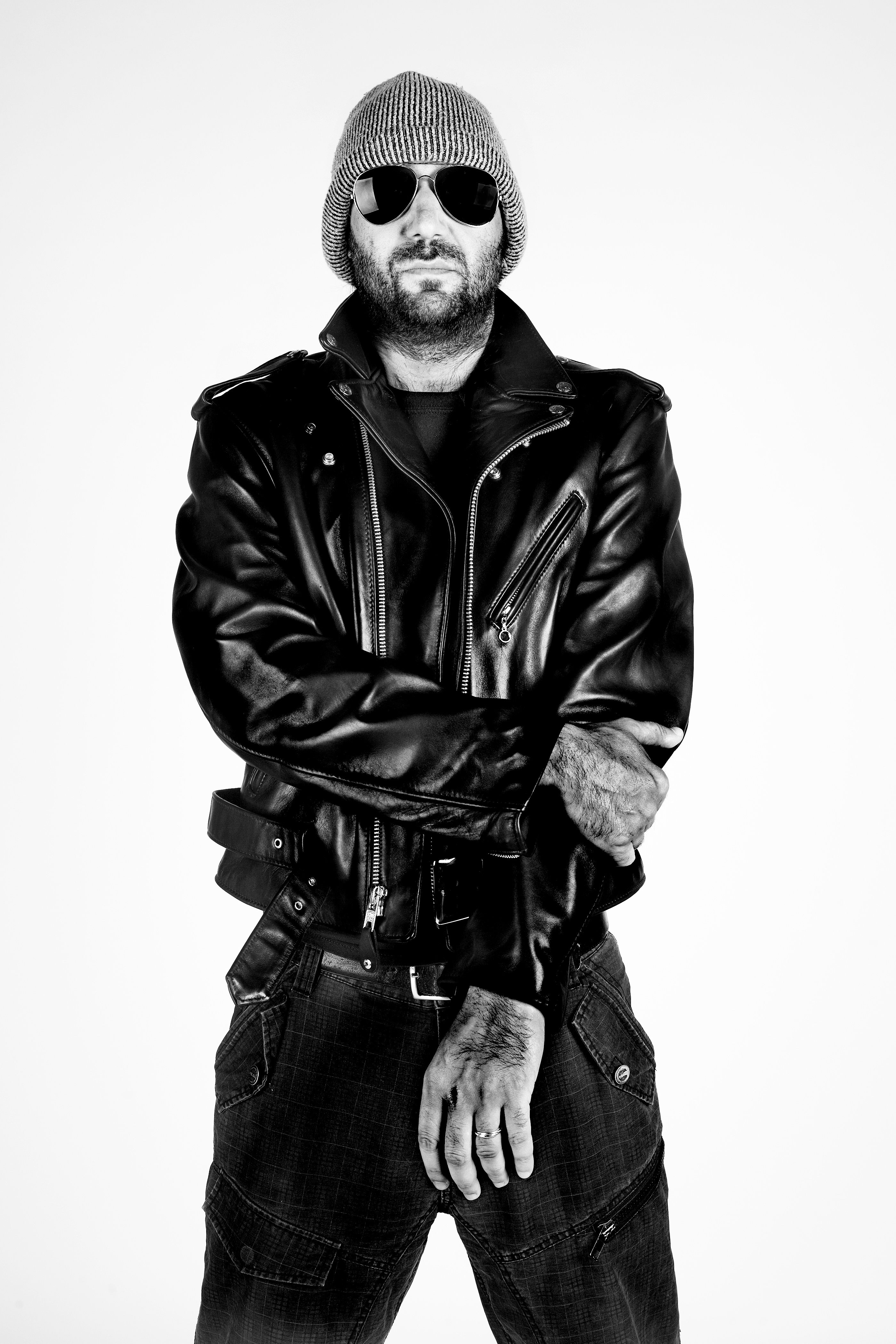
Михаил Жидких (саксофонист)

Очередную пластинку «Весенние обострения» «Billy’s Band» готовил около года. По мнению Билли Новика, она на тот момент стала самой экспериментальной, брутальной и качественной из всей дискографии бэнда — активное участие в написании текстов принял менеджер группы Сергей Резников, отец Андрея «Рыжика», а с аранжировками и музыкальной составляющей помогал Михаил Жидких, ставший к этому времени постоянным участником квартета. Саунд стал мощнее, чище и индивидуальнее. Треки позволяют в мельчайших нюансах расслышать смену интонаций «похоронного диксиленда», переходы окрашены скупыми точными мазками, и гамма предтеч стала шире привычного Тома Уэйтса. Почти в каждой песне появились щемящие мелодические вставки, отстроенные в форме монолога одного из инструмента, чаще всего баяна Антона Матезиуса или экспрессивной гитары Андрея Резникова. Большое влияние на альбом по словам Новика оказало творчество Иосифа Бродского, Depeche Mode и The Black Eyed Peas.
В новой пластинке Билли не пропагандирует и не романтизирует, а даже частично отрицает алкоголь в мажорно-мелодраматических «Весенних обострениях» или в рецепте праведности «Ни шагу из дома». В некоторых вещах видна серьёзность и некоторая социальность текстов, вместе с лиричным исполнением — тонкий блюз о беспризорниках «Снежная королева», история о пьющей матери и невыдерживающем мальчишке «Невиновен», или роковая тема с вариациями на тему ганста-рэпа, посвящённая погибшему брату Билли, Юрию Кривскому — «Передай привет богу». Здесь же есть полушутливый-полуностальгический гимн «Купчино — столица мира», минорный рок-н-ролл «Счастье есть», бравурное цирковое туше «Встречай меня, Москва!». Интересны различные манеры исполнения и аранжировки песен: «Я не стеклянный», сыгранная на одном риффе электрогитары, становится продолжением «альтернативной» линии «Так я падал»; в «Давай простим друг друга» на гармонических последовательностях, партиях бэк-вокала и гитарных проигрышах «Рыжика» замечается влияние Depeche Mode; а в полностью акустической «Ляг на землю» на первый план выходит расхлябанный контрабас. В качестве традиционных треков в стиле «Billy’s Band» выступают «Последний день лета» и «Время которое нужно убить». Особняком стоит экспериментальный дуэт с группой Каста, с которой записан бонус-трек «Голос брехуна».

### Чужие (2007)
Альбом «Чужие» собрал в себе 15 когда-либо спетых «Billy’s Band» песен других авторов. Среди них самый известный кавер «Зимний сон» Алсу, исполненный на Ren-TV в новогоднюю ночь 2004 года, «Поезд в огне» Бориса Гребенщикова, «За тех кто в море» Андрея Макаревича, «Вася» группы «Браво», «Сказка о нечисти» Владимира Высоцкого, «Родительский дом» Льва Лещенко, а также менее известные композиции — «Песня Кота и Пирата» спетая для мультфильма «Голубой щенок» Михаилом Боярским и Андреем Мироновым, «Любовь» на стихи Роберта Бёрнса, «Голос Брехуна», группы «Каста», «Пошук» группы «Сонце — Хмари», англоязычные «Somebody» Мартина Гора, «In the hood» и «The one that got away». Кроме того, в плейлист вошли инструментальные номера «Битум» и «Рассвет». По поводу альбома лидер группы Билли Новик сказал, — «Никогда не хотелось чтобы за нами закрепился ярлык кавер-группы, но теперь, когда за спиной 4 полноценных альбома собственного материала, мы решили выпустить в свет „Чужих“. Кавер-версии не только могут дать новую жизнь старым и нередко незаслуженно забытым произведениям, но и позволяют группе максимально продемонстрировать свой стиль на известных уже всем песнях, привнести другое решение произведению и может даже в корне изменить смысл. В любом случае, важно не просто слепо копировать чужую песню, а рискнуть сделать свою версию, которая была бы, как минимум, не хуже оригинальной».

### Отоспимся в гробах (single, 2008)

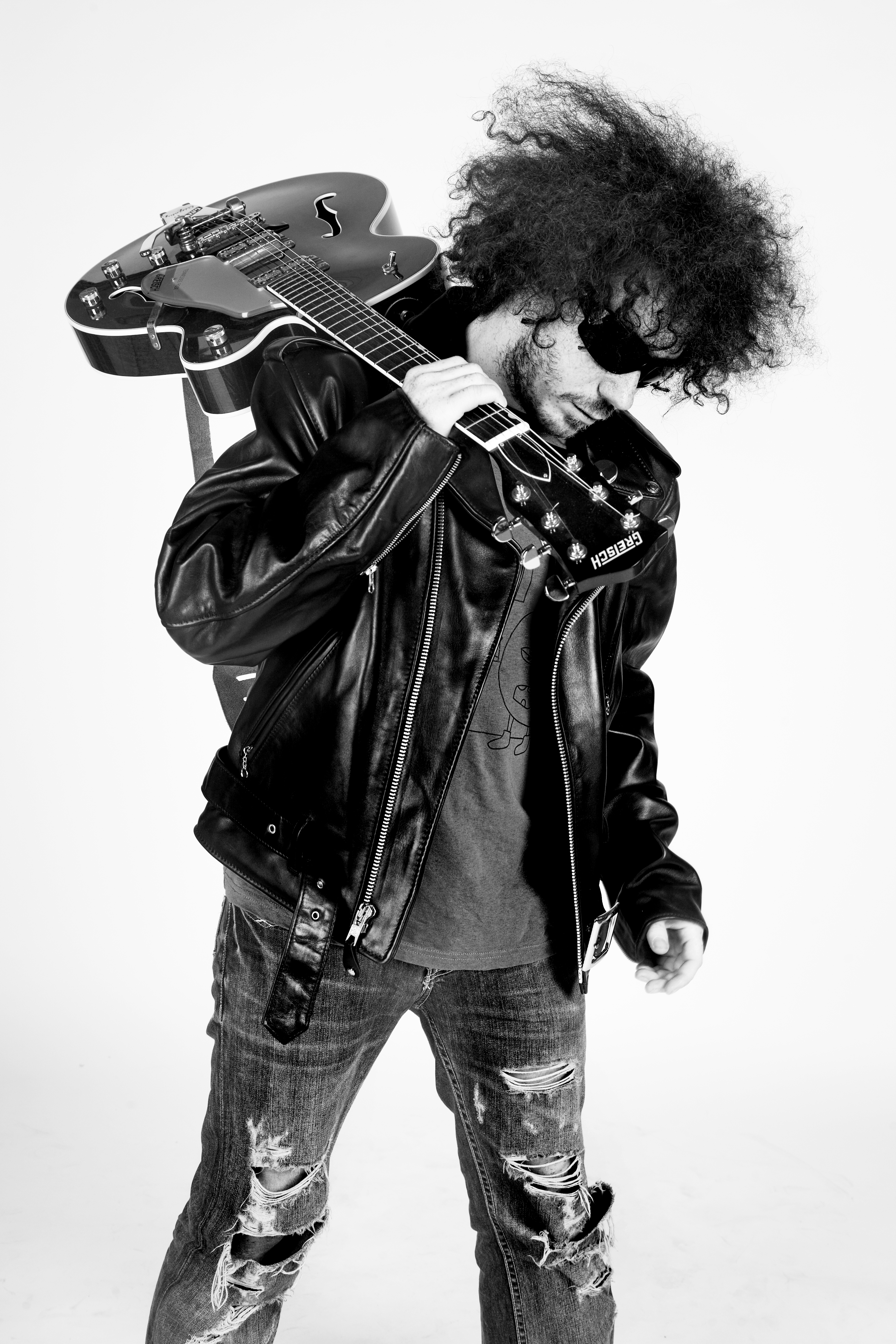
Андрей «Рыжик» (гитарист)

Осенью 2008 года группа презентовала макси-сингл «Отоспимся в гробах». На пластинке представлены пять треков: заглавная песня записана в оригинальной версии, а также ещё в двух концептуально разных вариантах. «Хлороформ-версия» с холодным женским вокалом, потусторонними фортепианными аккордами, вибрафоном и булькающей сзади маримбой стилистически близка к эйсид-джазу. «Поп-версия», записанная в духе Depeche Mode, соответствует формату мейн-стрима, где рояльная канва обрамлена гитарой и не характерной для «Billy’s Band» линией контрабаса. Концепция сингла, и самой песни «Отоспимся в гробах», имеет лёгкий философский подстрочник о любви и бренности. Композиция «Трава» представляет собой регги на военную тематику, а баянный алко-шлягер «Две копейки», исполненный Антоном Матезиусом, — балладу об одиночестве двухкопеечной монеты.
Звучание группы стало тяжелее — «биллисы» расширили ритм-секцию, в оригинальной версии песни «Отоспимся в гробах» их сопровождают ударные (Евгений Бобров). Билли Новик играет на контрабасе, на банджо и губной гармошке («Две Копейки» и «Трава»). Михаил Жидких предстаёт на диске в качестве разностороннего музыканта — играет на клавишах, саксофоне, маримбе, вибрафоне, а также занимается перкуссией.

### Купчино — столица мира (limited edition, 2008)
«Купчино — столица мира», вышедший в 2008 году, является сборником лучших песен бэнда, накопленных за всё время его существования. Все композиции выпущены в узнаваемых аранжировках, за исключением песни «Кладбище девичьих сердец», где дуэтом поют Билли Новик и Гарик Сукачёв. Кроме этого, на диск вошли: «Немного смерти, немного любви», «Оторвёмся по-питерски», «В этом городе», «200 кубиков Агдама», «Зимний сон», «Парижские сезоны», «Встречай меня Москва», «Купчино — столица мира», «Где спит твоё сердце», «Счастье есть!», «Всё хорошо», «Муз Замбела».

### Осенний алкоджаз (2009)
Диск «Осенний алкоджаз» вышел в 2009 году вместе с одноимённой концертной программой. По звучанию и подбору инструментов группа здесь выступает как классический джаз-бэнд, играющий софт-джаз и свинг: пианино, барабаны со щётками, саксофон и контрабас. По словам Билли, он долго мечтал о подобной программе и около 7 лет вынашивал идею альбома, который в итоге стал первым среди песенного русскоязычного джаза, записанный вживую на настоящих инструментах без использования семплов и электроники.
В трек-лист альбома вошли в большинстве своём лиричные и минорные композиции в джазовой обработке: «Снежная королева», «Дорожная», «В этом городе», «Коктейль», «Выпей вина». Присутствуют такие хиты как «Оторвёмся по-питерски» и «Отоспимся в гробах» (хлороформ-версия) в новых аранжировках, сильно отличающихся от классических — здесь на первый план выходят не баян и гитара, а саксофон и рояль. Другая часть, помогающая правильно распределить эмоциональные акценты в альбоме, состоит из мажорно-мелодраматических свинговых песен: «200 кубиков Агдама», «32 рубля», «Счастье есть!», «Встречай меня, Москва!», «Бильярд» и «Кладбище девичьих сердец».
Запись альбома проходила во время концерта в питерском клубе «А-2», и в ней принимали участие Билли Новик (контрабас), Андрей Резников (гитара), Антон Матезиус (баян), Михаил Жидких (саксофон), а также специально приглашённые гости, известные джазмены Александр Буткеев (рояль) и Евгений Бобров (барабаны).

### Блошиный рынок (2010)
Студийный альбом «Блошиный рынок» представлен слушателям весной 2010 года. По замыслу музыкантов он стал самым концептуальным и андеграундным из всей дискографии группы. По словам фронтмена коллектива Билли Новика, «это драматический фортепианный авангардный альбом со вкраплениями песен, стилизованных под начало XX века. Здесь собран очень разнообразный материал, нет ни одной песни, похожей на другую. Блошиный рынок — это символ, ключ к уголкам подсознания, которые скрыты где-то между памятью и забвением. Ты живёшь в своей привычной обыденности — и вдруг оказываешься в мире забытых воспоминаний, где совсем другая жизнь, с другим накалом. Такая пограничная история, сродни Чистилищу, этакому блошиному рынку человеческой души». Кроме того, эта пластинка стала первой в которой Новик выступил не только в качестве музыканта, но также продюсера и звукорежиссёра.
Атмосферу диска создаёт одна из первых песен в трек-листе — «Туманная погода», своего рода интродукция о настоящем блошином рынке рядом с метро «Удельная» в Санкт-Петербурге, создающая ощущение безумного хаоса. Примерно в этом же стиле записаны минорная притча «2 копейки», исполняемая Антоном Матезиусом; «Весёлый посёлок» о сером питерском спальном районе; жалостливый трип-хоп-дикси «Налейте собаке» (автор текста Павел Евлахов); а также речитатив «Первый поцелуй» о женщине со странными и безумными привычками. Важную роль в альбоме играют не характерные для творчества «Billy’s Band» романсы, добавляющие музыке общей лиричности — «Некуда», «За её окном» и колыбельная о смерти «Где-то у края». Необычный стиль в виде истерической мантры можно услышать в песне «Мария», идея которой появилась случайно на одном из саундчеков. По замыслу Билли, единственной задачей этого номера является то, чтобы человеку, который слушает подобную музыку становилось физически плохо — текст и гитарные риффы намеренно заряжены эмоциональной амплитудой с отрицательным модулем. Противоположностью «Марии» можно назвать рок-зарисовку «Всё здесь и сразу», с сюрреалистическими образами, чередующиеся на контрасте с психотическими румбами, из категории tribal. Также в альбом попали уже известные по одному из синглов композиции «Отоспимся в гробах» (в оригинальной версии) и «Я трава». Заканчивает пластинку нарочито пафосный «Гимн смерти» в стиле «The Black Rider» Тома Уэйтса.
Помимо вещей авторства «Billy’s Band», в него вошли джазовая интерпретация песни «В супермаркете» группы «Каста», а также десятиминутный триллер «Безголовый», в основе которого лежит текст Александра Пушина.
Кроме постоянных участников группы — Билли Новика, Андрея Резникова, Антона Матезиуса и Михаила Жидких, который впервые выступил в качестве композитора, и, помимо саксофонных партий, исполнил несколько фортепианных баллад, в записи приняли участие: Дмитрий Братухин (фортепиано), Гуля Наумова (скрипка), Евгений Бобров (барабаны), Вячеслав Саликов (виолончель), Егор Шашин (туба, флюгель-горн) и Пётр Миронов (аккордеон). Обложку для альбома оформила российская художница-концептуалист Lora Zombie.

### The Best Of Billy’s Band (vinyl LP, 2010)
В 2010 году директор группы «АукцЫон» Сергей Васильев предложил бэнду принять участие в фестивале «Винил» и бесплатно записать пластинку ограниченным тиражом. В «The Best» вошло всего 10 композиций, так как длительность звучания на одной стороне виниловой пластинки составляет только 20 минут; соответственно, было записано по 5 песен на каждой стороне. В трек-лист вошли самые известные песни «Billy’s Band»: некоторые в оригинальном звучании, другие — специально перезаписанные для винила. Состав первой стороны: «200 кубиков Агдама», «Время, которое нужно убить», «Оторвёмся по-питерски», «В этом городе». Состав второй стороны: «Счастье есть!», «Коктейль», «Немного смерти, немного любви», «Я не вернусь», «Где спит твоё сердце».

## Дискография
| Студийные альбомы - 2002 — Being Tom Waits - 2003 — Парижские сезоны - 2003 — Немного смерти, немного любви - 2005 — Оторвёмся по-питерски - 2005 — Being Tom Waits (Remastering) - 2007 — Весенние обострения - 2007 — Чужие (Альбом кавер-версий) - 2010 — Блошиный рынок - 2012 — Чужие-2 (Альбом кавер-версий) - 2013 — Когда был один - 2015 — In Rock - 2016 — Слегка - 2016 — Песни Дедов Морозов - 2017 — Петербургские открытки (Студийный лайв) - 2023 — В шляпе Концертные альбомы - 2003 — Открытка от… - 2006 — Блюз в голове - 2009 — Осенний алкоджаз Синглы - 2004 — Оторвёмся по-питерски (single) - 2006 — Счастье есть! (single) - 2008 — Отоспимся в гробах (single) - 2022 — Старомоден (single) - 2023 — Ты мерещишься мне (single) Компиляции - 2008 — «Купчино — столица мира» и другие лучшие песни - 2010 — The Best Of Billy’s Band - Студийный лайв, означает, что песни играются сразу и целиком, как будто это концертная запись, но без зрителей. | - 2004 — «Оторвёмся по-питерски» - 2005 — «Зимний сон» - 2005 — «Немного смерти, немного любви» - 2007 — «Счастье есть!» - 2008 — «Отоспимся в гробах» - 2008 — «Купчино — столица мира» - 2009 — «Выпей вина» - 2009 — «Парижские сезоны» - 2010 — «Так я падал» - 2010 — «Последний день Карлоса» - 2010 — «Время, которое нужно убить» - 2010 — «Отоспимся в гробах-2» - 2011 — «Туманная погода» - 2011 — «Питерпитерпитер» - 2012 — «Поваляемся!» - 2014 — «В этом городе» - 2014 — «Пробитая шина» |